# Ervin Mészáros
Ervin József Károly Mészáros (ur. 2 kwietnia 1877 w Budapeszcie, zm. 21 maja 1940 tamże) – węgierski oficer i szermierz, dwukrotny medalista olimpijski.
Podczas igrzysk olimpijskich w Londynie w 1908 został zgłoszony do startu w turnieju indywidualnym szablistów, jednak ostatecznie nie wystąpił. Na igrzyskach olimpijskich w Sztokholmie cztery lata później Węgrzy w składzie: Jenő Fuchs, Zoltán Schenker, Ervin Mészáros, Péter Tóth, László Berti, Lajos Werkner, Oszkár Gerde i Dezső Földes zdobyli złoto w szabli drużynowej. W turnieju indywidualnym zdobył brązowy medal, wygrywając pięć z siedmiu walk finałowych. Wyprzedzili go tylko Fuchs i Béla Békessy.
Nie zdobył medalu mistrzostw świata. Był mistrzem Węgier w 1900, 1902, 1903, 1904.
W czasie I wojny światowej był kapitanem 12. Pułku Ułanów. W listopadzie 1918 dostał się do niewoli.